# Гана на летних Олимпийских играх 2008
Гана принимала участие в Летних Олимпийских играх 2008 года в Пекине (Китай) в двенадцатый раз за свою историю, но не завоевала ни одной медали. Страну представляли 8 мужчин и 1 женщина, принимавшие участие в соревнованиях по боксу и лёгкой атлетике. Это была самая малочисленная делегация Ганы на Олимпиадах, за исключением дебютных для неё Игр 1952 года.

## Бокс
Спортсменов — 6
| Спортсмен       | Категория | 1/16 финала                  | 1/8 финала                      | 1/4 финала           | Полуфинал            | Финал                |
| Спортсмен       | Категория | Соперник и результат         | Соперник и результат            | Соперник и результат | Соперник и результат | Соперник и результат |
| --------------- | --------- | ---------------------------- | ------------------------------- | -------------------- | -------------------- | -------------------- |
| Мэньё Планже    | 48 кг     | Харри Танамор Поб 6:3        | Пауло Сантос Карвальо Пор 12:21 | Не прошёл            | Не прошёл            | Не прошёл            |
| Исса Самир      | 54 кг     | Хектор Манзанилья Пор 10:13  | Не прошёл                       | Не прошёл            | Не прошёл            | Не прошёл            |
| Принс Дзани     | 57 кг     | Идел Торрьенте Леал Пор 2:11 | Не прошёл                       | Не прошёл            | Не прошёл            | Не прошёл            |
| Сэмуэль Никуайе | 64 кг     | Брэдли Саундерс Пор КО       | Не прошёл                       | Не прошёл            | Не прошёл            | Не прошёл            |
| Ахмед Сараку    | 75 кг     | Андраник Акопян Пор 8:14     | Не прошёл                       | Не прошёл            | Не прошёл            | Не прошёл            |
| Басти Самир     | 81 кг     | Дауда Изобо Поб RSC          | Вашингтон Сильва Пор 7:9        | Не прошёл            | Не прошёл            | Не прошёл            |

## Лёгкая атлетика
Спортсменов — 3
Мужчины
| Спортсмен         | Вид  | Забег     | Забег | Четвертьфинал | Четвертьфинал | Полуфинал | Полуфинал | Финал     | Финал     |
| Спортсмен         | Вид  | Результат | Место | Результат     | Место         | Результат | Место     | Результат | Место     |
| ----------------- | ---- | --------- | ----- | ------------- | ------------- | --------- | --------- | --------- | --------- |
| Абдул Азиз Закари | 100м | 10,34     | 4     | 10,24         | 5             | Не прошёл | Не прошёл | Не прошёл | Не прошёл |
| Сет Аму           | 200м | 20,91     | 4     | Не прошёл     | Не прошёл     | Не прошёл | Не прошёл | Не прошёл | Не прошёл |

Женщины
| Спортсмен | Вид  | Забег     | Забег | Четвертьфинал | Четвертьфинал | Полуфинал | Полуфинал | Финал     | Финал     |
| Спортсмен | Вид  | Результат | Место | Результат     | Место         | Результат | Место     | Результат | Место     |
| --------- | ---- | --------- | ----- | ------------- | ------------- | --------- | --------- | --------- | --------- |
| Вида Аним | 100м | 11,47     | 2     | 11,32         | 3             | 11,51     | 8         | Не прошла | Не прошла |